# 탑승교

탑승교

탑승교(搭乘橋)는 비행기가 출발 전이나 도착 후에 공항과 비행기 사이를 잇는 다리 모양의 통로이다. 다른 의미로는 보딩 브리지(Bording Bridge)라고 가리키며, 비행기는 아니지만 여객선과 같은 선박도 탑승교를 연결시켜 주는 형태로 설계되는 경우도 있다.

## 사진

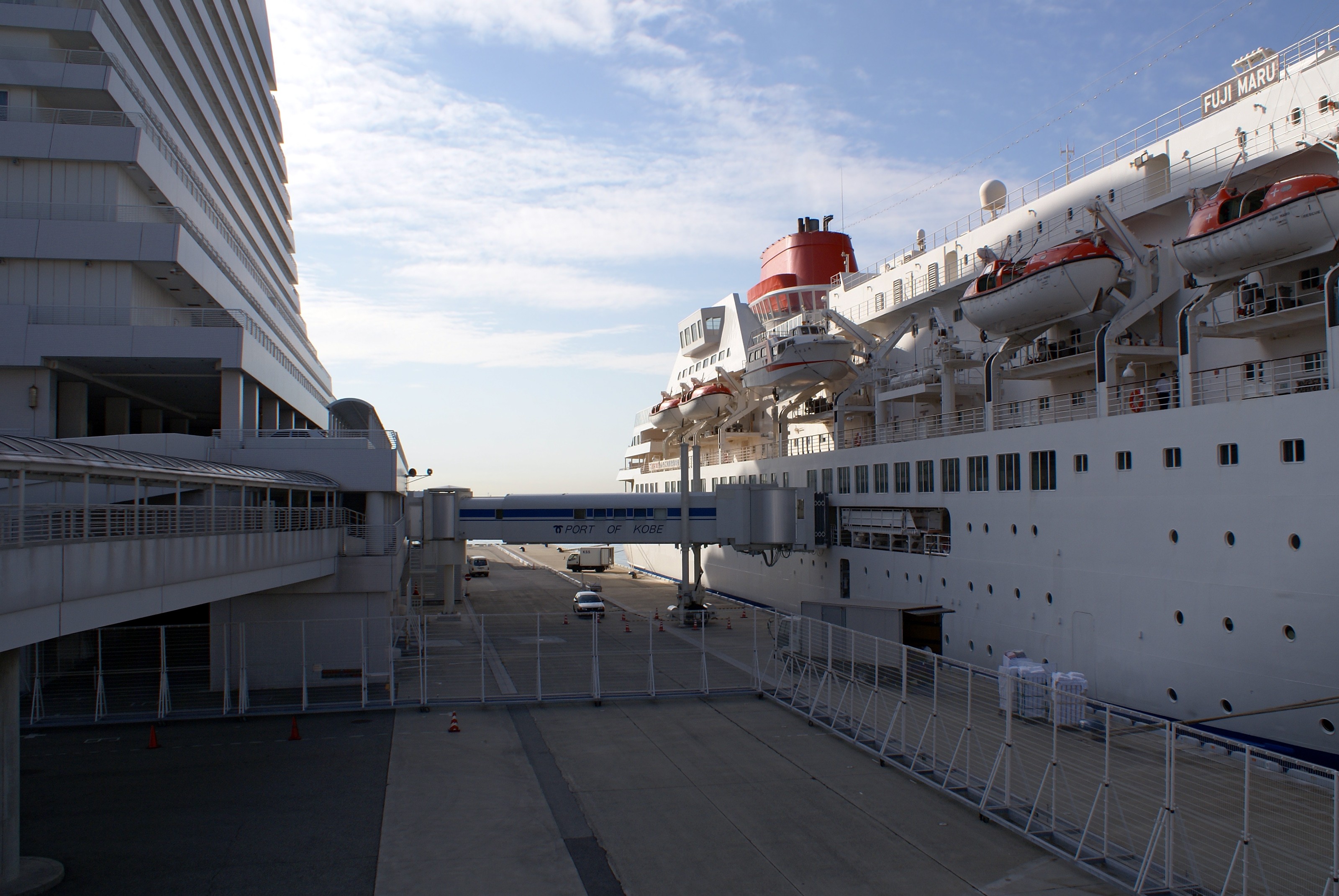
고베의 한 항구의 탑승교
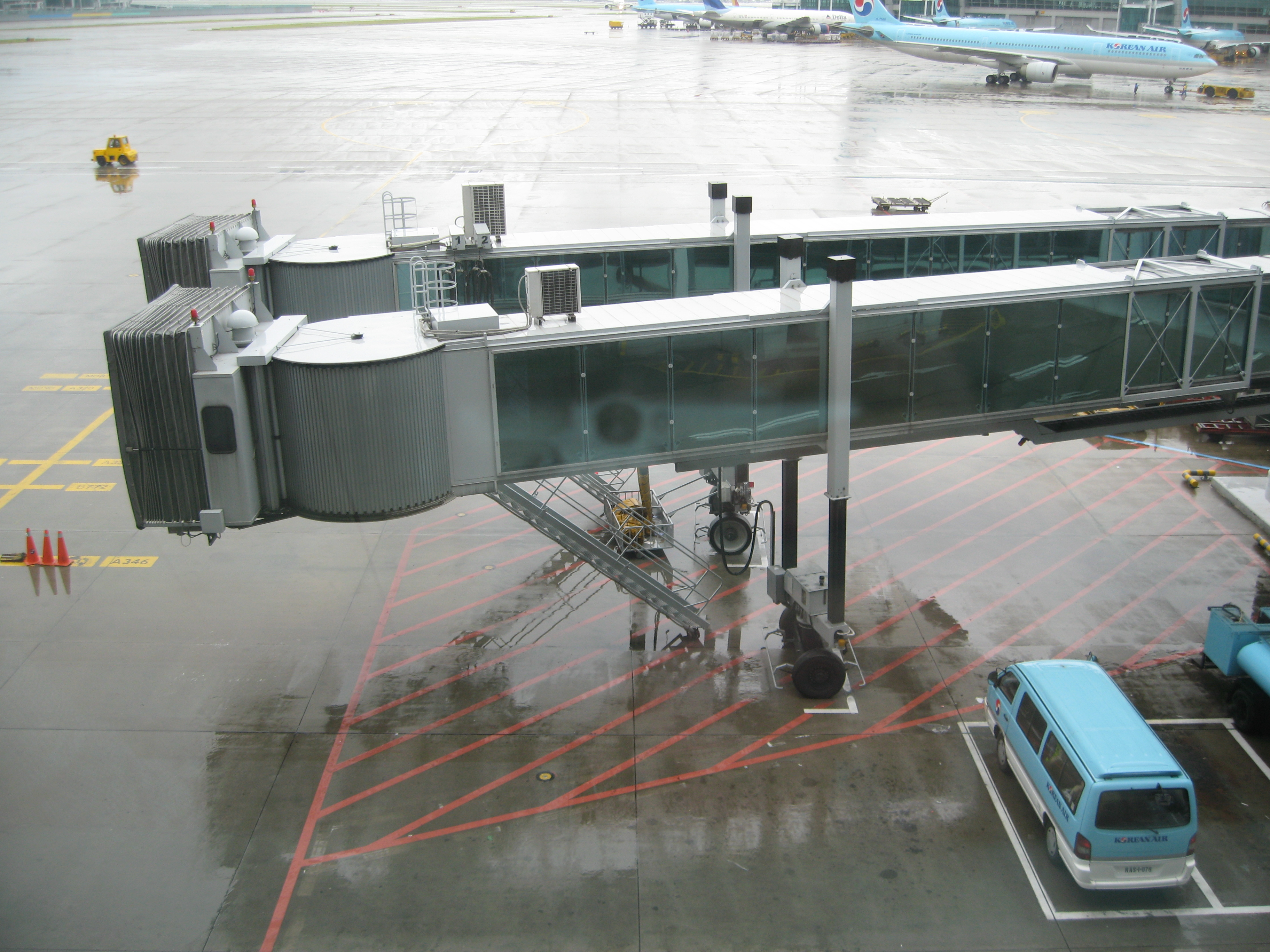
인천국제공항의 탑승교
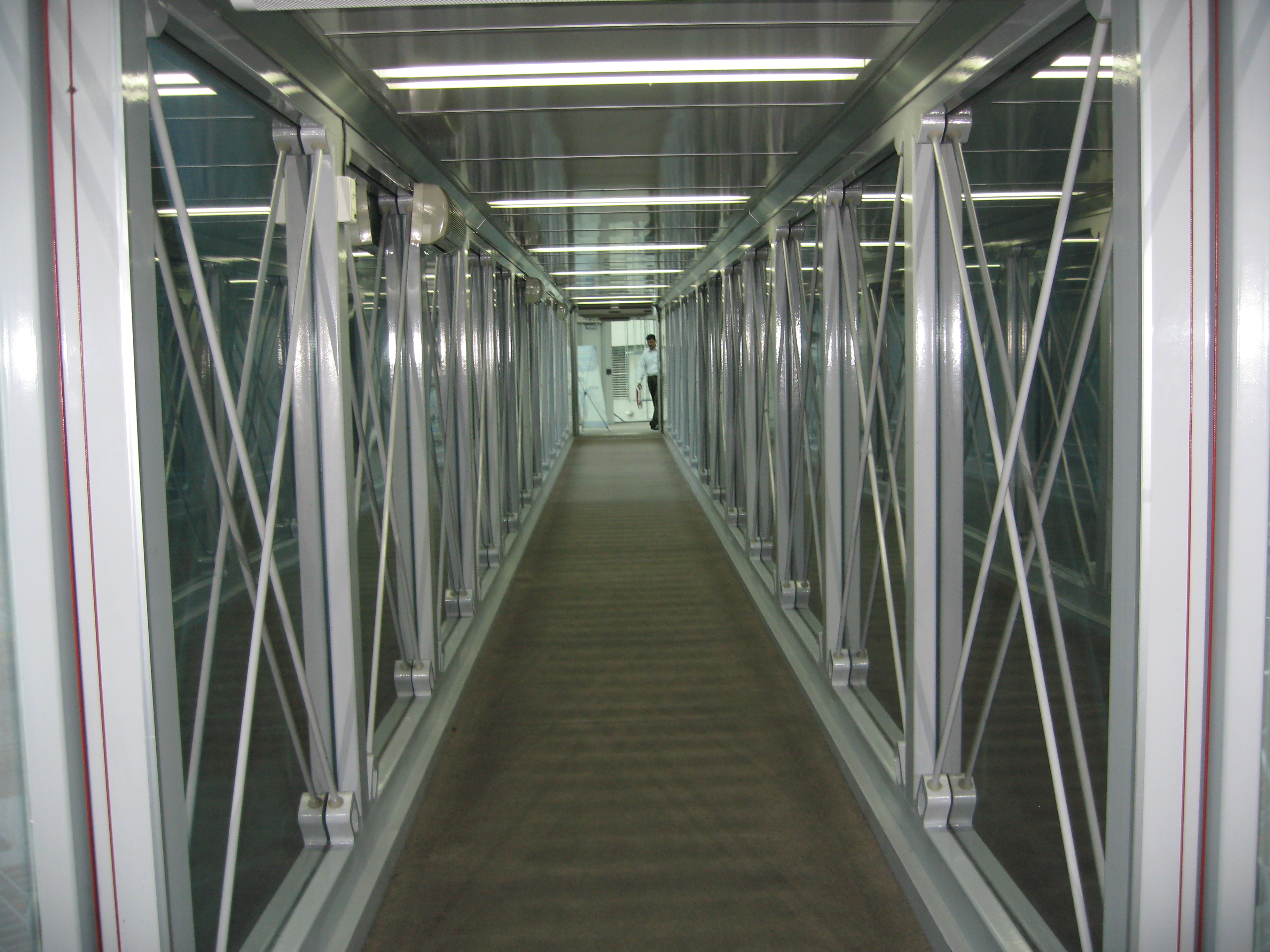
인천국제공항의 탑승교 내부
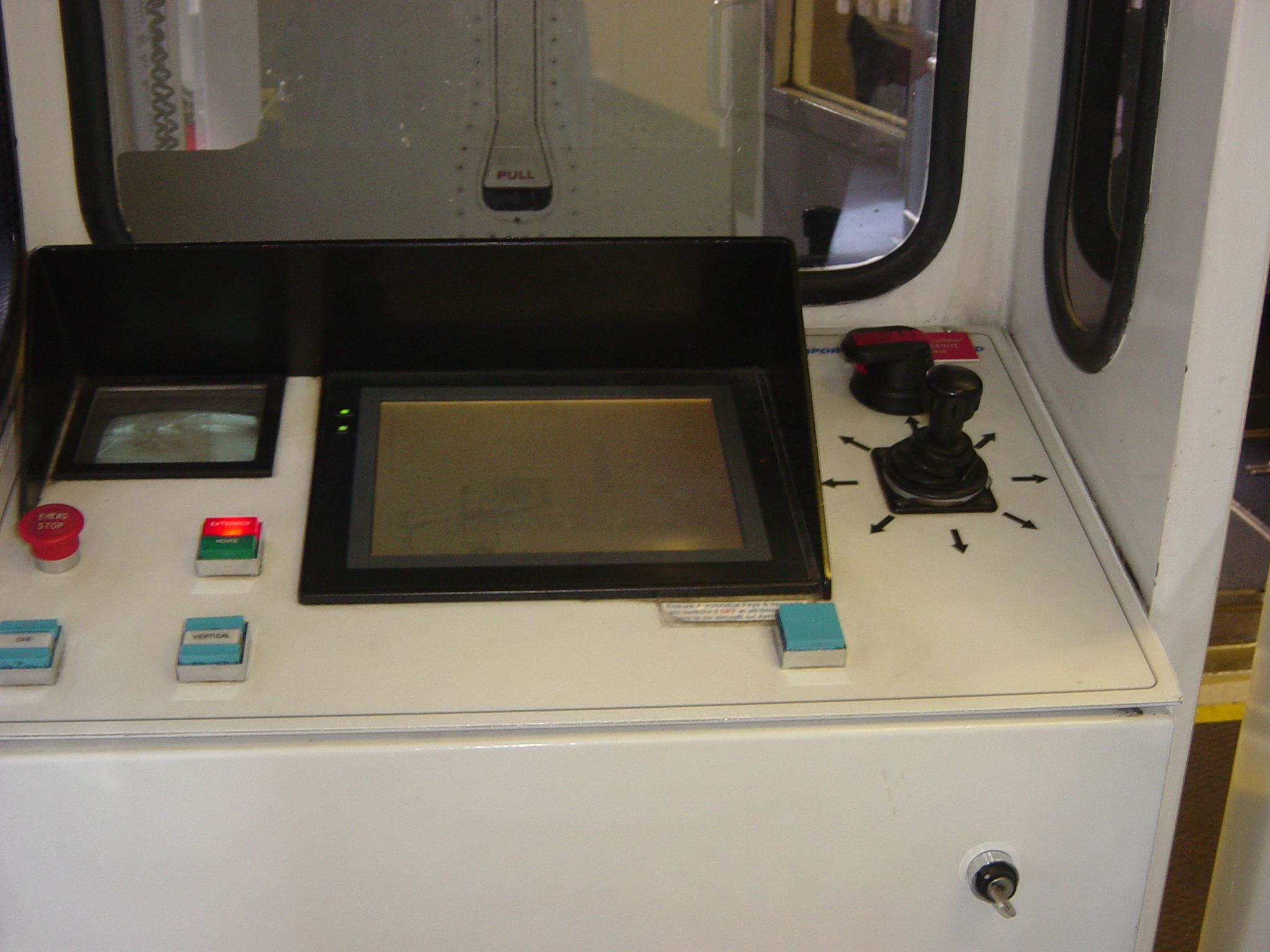
탑승교 조종 컨트롤러
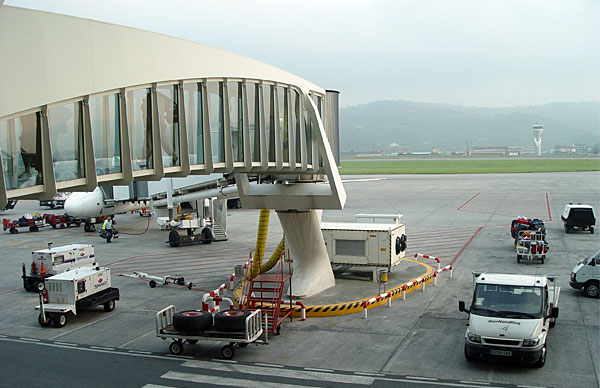
빌바오 공항의 탑승교

## 같이 보기
- 게이트 (공항)
- 활주로
- 탑승
- 잔교
- (영어) 비상탈출 슬라이드